# Função digama

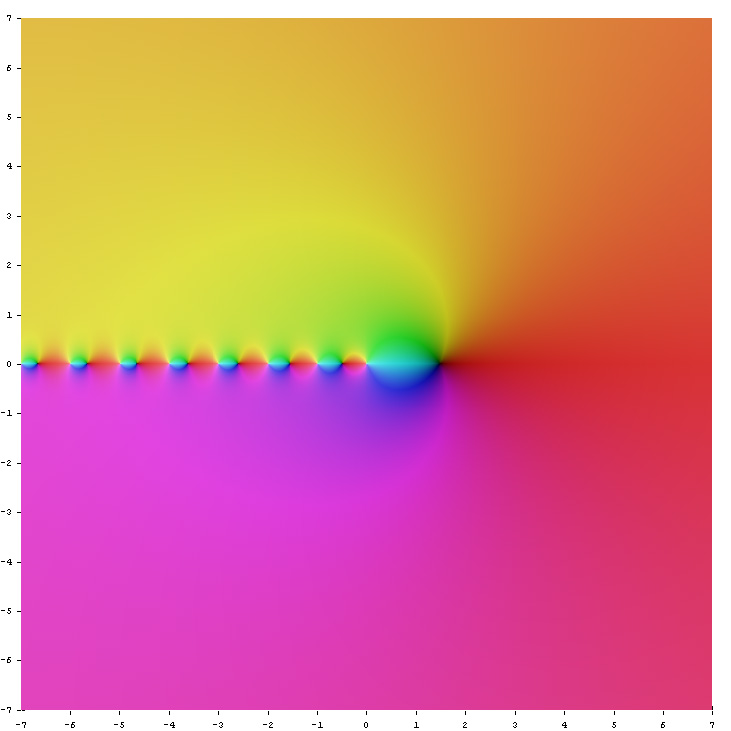
Função digama no plano complexo. A cor de um ponto representa o valor de. Cores fortes representam valores próximos de zero e matizes representam os valores de argumento.

Em matemática, as funções poligama são definidas como a n-ésima derivada da função psi, que é a derivada logarítmica da função gama:
{\displaystyle \psi ^{(n)}=(d/dx)^{n}\psi (x)=(d/dx)^{n+1}\ln {\Gamma (x)}\,}
A função digama também é chamada de função Psi.

## Relação com os números harmônicos
A função digama está relacionada com os números harmônicos {\displaystyle H_{n}=1+{\frac {1}{2}}+\ldots {\frac {1}{n}}\,} por:
{\displaystyle \Psi (n)=H_{n-1}-\gamma \!}
em que γ é a constante de Euler-Mascheroni. Para valores semi-inteiros, os valores da função digama são:
{\displaystyle \Psi \left(n+{\frac {1}{2}}\right)=-\gamma -2\ln 2+\sum _{k=1}^{n}{\frac {2}{2k-1}}}